# Prudhoe Bay
Prudhoe Bay è un census-designated place (CDP) situato nella provincia del Borough di North Slope nello stato federale del Alaska ed è situato lungo la costa settentrionale del Alaska (punto GPS: 70°19'32" N, 148°42'41" W), al di sopra del circolo polare artico. Secondo il censimento condotto nel 2010 gli abitanti di Prudhoe Bay erano 2.174.

## Descrizione
Prudhoe Bay è famosa per il suo enorme giacimento di petrolio, il Prudhoe Bay Oil Field. Scoperto nel 1968 cominciò ad essere sfruttato nel 1977. Le sue riserve iniziali di 13 miliardi di barili ne fanno il più grosso giacimento degli Stati Uniti d'America ed il secondo in America del Nord dopo Cantarell (trascurando i giacimenti di sabbie bituminose). Il petrolio estratto è inoltre reputato essere di buona qualità (29°API, 1% di zolfo).

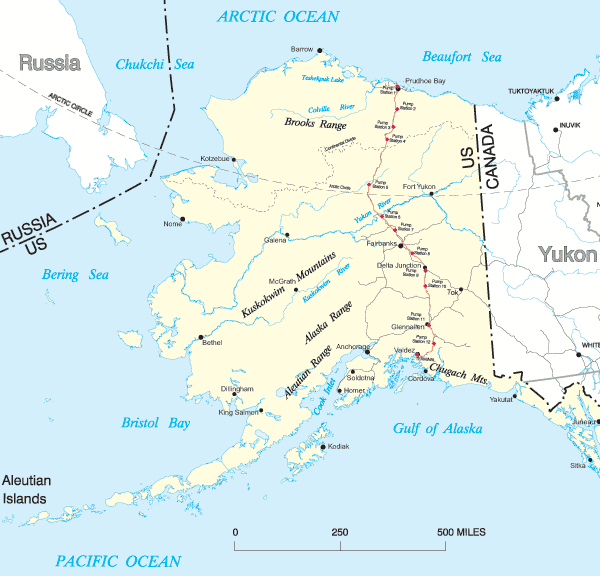
Cartina che illustra il percorso della Trans-Alaska Pipeline System segnato in rosso

L'oleodotto (Trans-Alaska Pipeline), che attraversava l'Alaska del nord da Prudhoe Bay fino al lato sud a Valdez, fu inaugurato nel 1977 e permette il trasporto del petrolio del giacimento. La produzione fu sviluppata rapidamente, raggiungendo una media di 1.6 Mbbls/g nel 1980. La produzione di Prudhoe Bay comprende oltre 80% del petrolio che transita attraverso l'oleodotto.
Questo livello di produzione fu mantenuto come previsto fino al 1988, data in cui iniziò un declino progressivo. Il giacimento produceva nel 2006 400 kbbls/g comprendendo anche i cinque giacimenti di piccole dimensioni scoperti nei dintorni di Prudhoe Bay, mentre si stima che restino circa 2 Mbbls di riserve. Gli altri giacimenti del North Slope totalizzano 450 kbbls/g.
Anche se il giacimento petrolifero si esaurirà presto, Prudhoe Bay potrà fornire molto gas negli anni a venire non appena il gasdotto verrà completato. Come tutti i giacimenti petroliferi, i giacimenti di Prudhoe Bay contengono anche del gas naturale che si trova negli strati al di sopra del petrolio. Questo gas, che fino ad oggi è stato reiniettato nel giacimento per mantenere la pressione costante e favorire l'estrazione del greggio, forma una grande cupola sulla sommità del giacimento.
Nel 2006, la zona di Prudhoe Bay produceva la metà del greggio estratto in Alaska con 400 kbbls/g e assicurava oltre l'80% della produzione totale americana.
Nel marzo 2006, la compagnia britannica BP ha scoperto una fuga in un oleodotto di transito di Prudhoe Bay che ha lasciato uscire tra i 700000 e 1000000 di litri di petrolio.  In agosto 2006, a seguito di una minuscola fuga da un oleodotto a causa della corrosione, BP annunciò la chiusura temporanea di Prudhoe Bay, cosa che fece sensibilmente aumentare il prezzo della benzina. 
La strada che congiunge Prudhoe Bay con Fairbanks, la quale dista a circa due giorni di viaggio da Prudhoe Bay, è la Dalton Highway.